# Portals de Cabestany (Montoliu de Segarra)
Portals de Cabestany és una obra del poble de Cabestany, al municipi de Montoliu de Segarra (Segarra) inclosa a l'Inventari del Patrimoni Arquitectònic de Catalunya.

## Descripció
Portal de tancament de l'antiga vila closa i està integrat a un mur paredat que s'adossa a la façana lateral de l'església de Sant Joan de Cabestany. Aquesta construcció, se'ns presenta, vista des de l'exterior, d'arc de mig punt adovellat i bastit amb carreus de pedra del país. Aquest nucli encara conserva una arcada de les tres arcades que ressegueixen el tram superior de carrer Major que comunica la part baixa del poble fins a arribar a la plaça de l'Església. Es tracta d'una arcada d'arc de mig punt, que s'adossa al parament d'ambdós murs de façanes que afranqueixen el C/ Major i actualment presenta un estat ruïnós.

## Història
El lloc de Cabestany és conegut a finals del segle xi, però el seu castell es documenta a partir del segle xii. L'any 1273, Guillem Aguilar va vendre el terme i el castell de Cabestany a l'orde de l'Hospital. L'any 1406, l'orde de l'Hospital instituí la comanda de la Guàrdia Lada de Cabestany, però no va tenir molta força i finalment s'integra a la comanda de l'Espluga de Francolí. Els hospitalers van ser senyors de Cabestany fins al segle xix.